# Couvent des Ursulines de Charolles
Le couvent des Ursulines de Charolles est un couvent situé sur le territoire de la commune de Charolles dans le département français de Saône-et-Loire et la région Bourgogne-Franche-Comté.

## Historique
Il fait l'objet d'une inscription au titre des monuments historiques depuis le 27 septembre 1948.